# Мејсон (Тенеси)
Мејсон (енгл. Mason) град је у америчкој савезној држави Тенеси.

## Демографија
По попису из 2010. године број становника је 1.609, што је 520 (47,8%) становника више него 2000. године.
| Група             | 2000.       | 2010.         |
| Белци             | 423 (38,8%) | 430 (26,7%)   |
| Афроамериканци    | 561 (51,5%) | 1.016 (63,1%) |
| Азијати           | 8 (0,7%)    | 3 (0,2%)      |
| Хиспаноамериканци | 57 (5,2%)   | 144 (8,9%)    |
| Укупно            | 1.089       | 1.609         |